# ميلود الحبشي
ميلود الحبشي (مواليد سنة 1960) ممثل ومخرج ورسام مغربي، شارك في عدة مسرحيات وأفلام ومسلسلات مغربية.

## مسيرته
وُلد سنة 1960 في درب غلف بالدار البيضاء. تخرج من المعهد البلدي للمسرح، رفقة جيل الرواد مثل فريدة بورقية. عمل رُفقة الفنان الطيب الصديقي، واشتغل مع مصطفى الداسوكين في عدة أعمال مسرحية.

## أعماله

### أفلام
- 1977: عرس الدم
- 1982: لالة شافية
- 1984: الزفت
- 1999: وقائع مغربية
- 2007: ريح البحر
- 2012: حياة في الوحل، سيناريو وإخراج
- 2019: التوفري

### مسلسلات
- 2002: جنان الكرمة
- 2003: شجرة الزاوية
- 2004: موعد مع المجهول
- مداولة
- بين لقصور

## روابط خارجية
- ميلود الحبشي على موقع IMDb (الإنجليزية)
- ميلود الحبشي على موقع قاعدة بيانات الأفلام العربية
- ميلود الحبشي على موقع ألو سيني (الفرنسية)